# 第15回ニューヨーク映画批評家協会賞
『第15回ニューヨーク映画批評家協会賞』は、1949年の優秀な映画に贈られた賞である。

## 受賞
- 作品賞：
  - オール・ザ・キングスメン

- 主演男優賞：
  - ブロデリック・クロフォード - オール・ザ・キングスメン

- 主演女優賞：
  - 女相続人 - オリヴィア・デ・ハヴィランド

- 監督賞：
  - 落ちた偶像 - キャロル・リード

- 外国語映画賞：
  - 自転車泥棒